# Boris Kovačević
Boris Juraj Kovačević (Zagreb, 8. ožujka 1960.) je hrvatski kazališni redatelj. Diplomirao je kazališnu režiju i radiofoniju na Akademiji za kazalište, film i televiziju 1983. godine u Zagrebu.
Režirao je pedesetak kazališnih djela te velik broj radio-drama, tv reklama i manifestacija. Voditelj je glumačkih seminara i radionica te suradnik institucija za dramski odgoj. Od značajnijih režija ističu se: "Münchhausen" i "Ja, tata!" u Teatru Exit, "Mi djeca s kolodvora Zoo" i "Dr. Dolittle" u Zekaemu, "Cabaret tri praščića" u Kazalištu KNAP, "Maturanti" u Dječjem kazalištu Dubrava, "Izumitelj" u Satiričkom kazalištu Kerempuh, "Muškarci su s Marsa, žene su s Venere" na Sceni Vidra.
Bio je zaposlen kao redatelj i dramski pedagog u Zekaemu, dramaturg u Teatru u gostima, voditelj Dječjeg kazališta Dubrava, redatelj u Gradskom kazalištu Žar Ptica. Od 2009. do 2022. bio je voditelj kazališta KNAP u Kulturnom centru KNAP u Zagrebu. Dobitnik je nagrada na kazališnim festivalima u zemlji i inozemstvu. Član je Hrvatskog društva dramskih umjetnika.